# Grądy nad Jeziorami Zduńskim i Szpęgawskim
Grądy nad Jeziorami Zduńskim i Szpęgawskim este o arie protejată (sit de importanță comunitară — SCI) din Polonia întinsă pe o suprafață de 236,33 ha, integral pe uscat.

## Localizare
Centrul sitului Grądy nad Jeziorami Zduńskim i Szpęgawskim este situat la coordonatele 54°01′33″N 18°36′14″E / 54.0258°N 18.6038°E.

## Înființare
Situl Grądy nad Jeziorami Zduńskim i Szpęgawskim a fost declarat sit de importanță comunitară în octombrie 2009 pentru a proteja un număr necunoscut de specii din flora spontană și fauna sălbatică aflate în arealul zonei.

## Biodiversitate
Situată în ecoregiunea continentală, aria protejată conține 4 habitate naturale: Fânețe de joasă altitudine (Alopecurus pratensis, Sanguisorba officinalis), Păduri de fag Asperulo-Fagetum, Păduri de stejar sau de stejar și carpen sub-atlantice și medio-europene de Carpinion betuli, Păduri aluvionare cu Alnus glutinosa și Fraxinus excelsior (Alno-Padion, Alnion incanae, Salicion albae).
La baza desemnării sitului se află un număr nedeclarat de specii protejate.